# Czerniachowsk (baza lotnicza)
Baza lotnicza w Czerniachowsku – baza lotnictwa morskiego Floty Bałtyckiej Marynarki Wojennej Rosji, położona 4 km na południowy zachód od Czerniachowska w obwodzie królewieckim. W czasach ZSRR była bazą bombowców strategicznych. Współcześnie pełni funkcję lotniska rezerwowego, gotowego przyjąć przebazowane bombowce strategiczne.

## Historia
Była głównym miejscem stacjonowania wielozadaniowych samolotów uderzeniowych Su-24. Stacjonował tu 15. ODRAP (15. Samodzielny Pułk Rozpoznawczy dalekiego Zasięgu). Prawdopodobnie w latach 60. i 70. stacjonowały tu bombowce strategiczne Tu-16.

Stacjonował tu 4. Samodzielny Pułk Morskiego Lotnictwa Szturmowego, wyposażony w samoloty Su-24.